# 진촨구

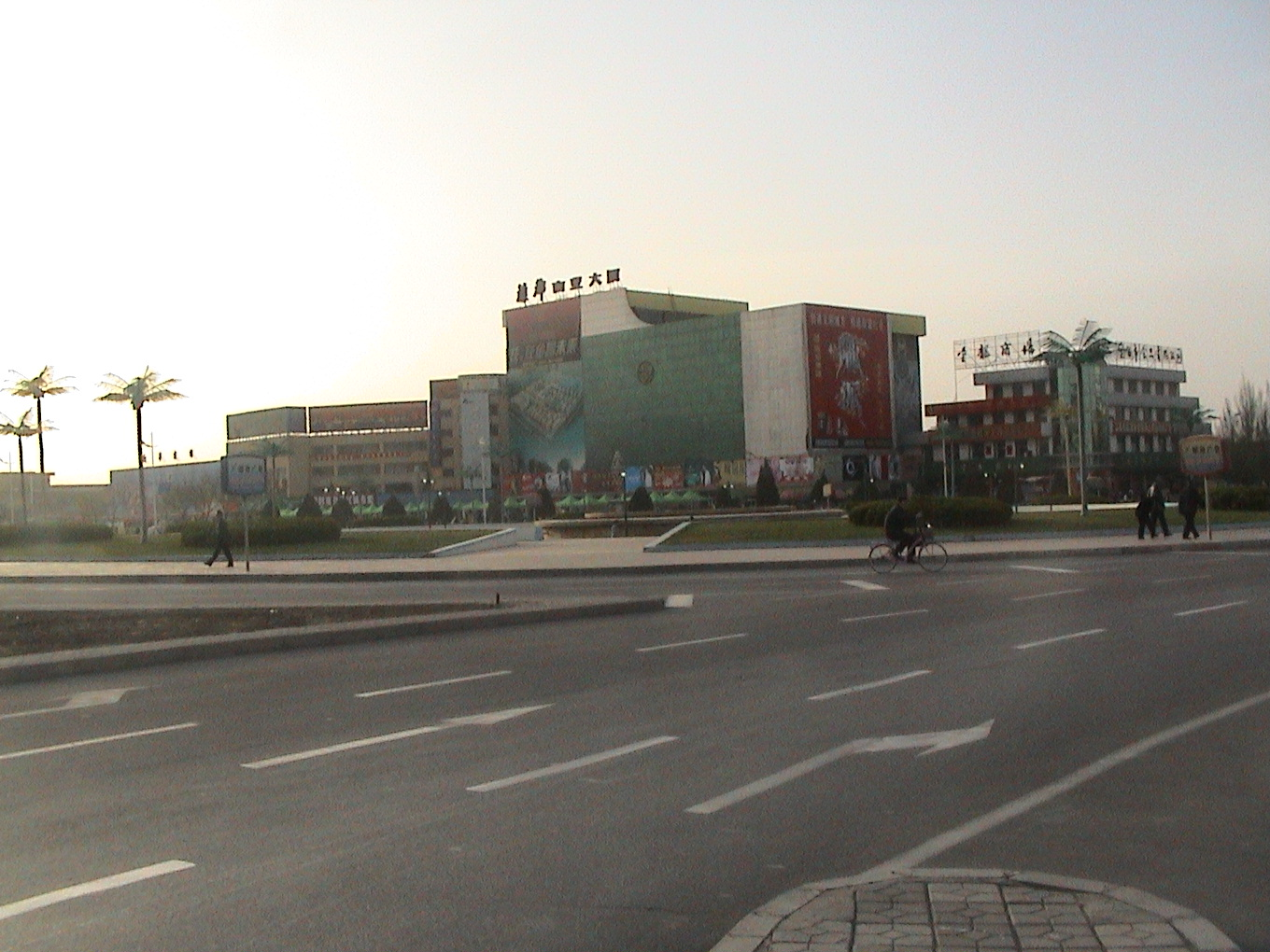

진촨구(한국어: 금천구, 중국어: 金川区, 병음: Jīnchuān Qū)는 중화인민공화국 간쑤성 진창 시의 현급 행정구역이다. 넓이는 3,017km2이고, 인구는 2007년 기준으로 200,000명이다.

## 행정 구역
6개 가도, 2개 진을 관할한다.
- 가도변사소: 滨河路街道, 桂林路街道, 北京路街道, 金川路街道, 新华路街道, 广州路街道.
- 진: 宁远堡镇, 双湾镇.